# Europese kampioenschappen indooratletiek 2023 – 3000 meter mannen
De 3000 meter voor mannen op de Europese kampioenschappen indooratletiek 2023 vonden de series plaats op 4 maart en de finale op 5 maart 2023 werd gehouden op de shorttrackbaan van Ataköy Arena in Istanbul in Turkije. Het was de vijfendertigste keer dat dit onderdeel op het programma stond.
De winnaar van de 3000 meter voor mannen was de Noor Jakob Ingebrigtsen dat voor de derde keer op rij deze titel won in 7.40,32 dat een nationaal record betekende. De Spanjaard Adel Mechaal won het zilver in 7.41,75. Het brons ging naar de Servier Elzan Bibić in 7.44,03.

## Records
Voorafgaand aan het toernooi waren dit het Wereldrecord, Europees record, Kampioenschapsrecord en de Wereld-, Europese leiding.
| Wereldrecord         | Lamecha Girma | 7.23,81 | Liévin | 15 februari 2023 |
| Europees record      | Mohamed Katir | 7.24,68 | Liévin | 15 februari 2023 |
| Kampioenschapsrecord | Ali Kaya      | 7.38,22 | Praag  | 7 maart 2015     |
| WL                   | Lamecha Girma | 7.23,81 | Liévin | 15 februari 2023 |
| EL                   | Mohamed Katir | 7.24,68 | Liévin | 15 februari 2023 |

## Resultaten

### Series
De eerste zes van elke serie kwalificeerden zich direct voor de finale. Van de overgebleven atleten kwalificeerden de drie tijdsnelsten zich ook voor de halve finales.

#### Serie 1
| Rang | Atleet             | Land                | Tijd    | Bijz. |
| ---- | ------------------ | ------------------- | ------- | ----- |
| 1    | Jakob Ingebrigtsen | Noorwegen           | 7.56,57 | Q, SB |
| 2    | Bastien Augusto    | Frankrijk           | 7.56,71 | Q     |
| 3    | Sam Parsons        | Duitsland           | 7.57,18 | Q     |
| 4    | Tim Verbaandert    | Nederland           | 7.57,28 | Q     |
| 5    | Jack Rowe          | Verenigd Koninkrijk | 7.57,29 | Q     |
| 6    | Emil Danielsson    | Zweden              | 7.57,45 | Q     |
| 7    | John Heymans       | België              | 7.57,87 |       |
| 8    | Pietro Riva        | Italië              | 7.58,89 |       |
| 9    | Joel Ibler Lillesø | Denemarken          | 8.00,48 |       |
| 10   | Dario Ivanovski    | Noord-Macedonië     | 8.17,93 |       |

#### Serie 2
| Rang | Atleet             | Land                | Tijd         | Bijz. |
| ---- | ------------------ | ------------------- | ------------ | ----- |
| 1    | Elzan Bibić        | Servië              | 7.50,21      | Q     |
| 2    | Adel Mechaal       | Spanje              | 7.50,69      | Q     |
| 3    | James West         | Verenigd Koninkrijk | 7.50,73      | Q     |
| 4    | Darragh McElhinney | Ierland             | 7.51,11      | Q     |
| 5    | Charles Grethen    | Luxemburg           | 7.51,30(296) | Q     |
| 6    | Simon Sundström    | Zweden              | 7.51,30(300) | Q, PB |
| 7    | Robin Hendrix      | België              | 7.51,32      | q     |
| 8    | Mike Foppen        | Nederland           | 7.51,61      | q     |
| 9    | Magnus Tuv Myhre   | Noorwegen           | 7.52,47      | q, PB |
| 10   | Mattia Padovani    | Italië              | 7.52,31      | SB    |

### Finale
| Rang   | Atleet             | Land                | Tijd    | Bijz.    |
| ------ | ------------------ | ------------------- | ------- | -------- |
| Goud   | Jakob Ingebrigtsen | Noorwegen           | 7.40,32 | NR       |
| Zilver | Adel Mechaal       | Spanje              | 7.41,75 | SB       |
| Brons  | Elzan Bibić        | Servië              | 7.44,03 |          |
| 4      | Darragh McElhinney | Ierland             | 7.44,72 | PB       |
| 5      | Charles Grethen    | Luxemburg           | 7.46,65 |          |
| 6      | Tim Verbaandert    | Nederland           | 7.47.24 |          |
| 7      | Sam Parsons        | Duitsland           | 7.48,01 |          |
| 8      | James West         | Verenigd Koninkrijk | 7.48,22 |          |
| 9      | Jack Rowe          | Verenigd Koninkrijk | 7.48,32 |          |
| 10     | Robin Hendrix      | België              | 7.50,46 |          |
| 11     | Mike Foppen        | Nederland           | 7.50,95 |          |
| 12     | Magnus Tuv Myhre   | Noorwegen           | 7.51,30 | PB       |
| 13     | Simon Sundström    | Zweden              | 7.52,54 |          |
| 14     | Bastien Augusto    | Frankrijk           | 8.20,60 |          |
|        | Emil Danielsson    | Zweden              | DQ      | TR17.3.2 |